# Norman Ackroyd
Pour les articles homonymes, voir Ackroyd (homonymie).
Norman Ackroyd, né le 26 mars 1938 à Leeds et mort le 16 septembre 2024 à Bermondsey (Grand Londres), est un artiste britannique connu principalement pour son travail à l'eau-forte et à l'aquatinte.

## Biographie
Norman Ackroyd est né le 26 mars 1938 à Leeds. Entre 1956 et 1961, il étudie au Leeds College of Art puis il va au Royal College of Art à Londres où il a Julian Trevelyan pour professeur et d'où il sort diplômé en 1964.
Il vit ensuite plusieurs années aux États-Unis. De retour en Angleterre, il est élu à la Royal Academy of Art en 1988 et est nommé professeur de gravure à l'Université des arts de Londres en 1994. Il est élu Senior Fellow du Royal College of Art en 2000 puis est fait commandeur de l'ordre de l'Empire britannique en 2007, pour services rendus à la gravure et à l'impression.
Sa fille Poppy Ackroyd (en) est compositrice et musicienne.

## Distinctions
- Commandeur de l'ordre de l'Empire britannique

## Œuvre
Dans les années 1980, Ackroyd émerge en tant qu'artiste paysagiste. Le Central Saint Martins College of Art and Design organise une exposition rétrospective de ses œuvres en 2006 et conserve des archives de son travail. Ses œuvres vont d'estampes minimalistes, presque abstraites, à des images détaillées. Son travail n'inclut presque jamais la figure humaine, les sujets des paysages sont souvent d'anciennes habitations humaines. Ses gravures vont de minuscules gravures destinées à être reliées dans des livres à d'immenses gravures. Il préfère l'aquarelle pour travailler directement sur le papier, et a notamment réalisé récemment un projet associant ses aquarelles à des poèmes de Kevin Crossley-Holland, publié sous le titre Moored Man. Il a également conçu un certain nombre de reliefs gravés à grande échelle en acier ou en bronze, commandés pour des projets architecturaux à Londres, Moscou, Birmingham et Glasgow. Parmi les projets achevés au début du XXIe siècle figurent une peinture murale au Sainsbury Laboratory de l'université de Cambridge (en), représentant des scènes des îles Galapagos, et une porte à Great Portland Estates (en) à Londres.
En 2009, il publie avec Douglas Dunn (en) A Line in the Water. Les méthodes de travail d'Ackroyd sont décrites dans un numéro d'Archipel (n° III, printemps 2009). Il a participé à plusieurs programmes télévisés, notamment des documentaires de la BBC en 1980, 2006 et What Do Artists Do All Day ? (2013).
Les œuvres d'Ackroyd sont conservées dans plusieurs galeries britanniques et américaines, dont la Zillah Bell Gallery (qui possède la plus grande collection de ses œuvres dans le nord de l'Angleterre), la Tate, le British Museum et la National Gallery of Art de Washington.